# Futebol Clube de Vizela
Il Futebol Clube de Vizela, meglio nota come Vizela, è una società calcistica portoghese con sede nella città di Vizela. Milita in Segunda Liga, la seconda serie del campionato portoghese.

## Storia
Il Futebol Clube de Vizela è stato fondato il 1º gennaio 1939, ma solo il 16 giugno dello stesso anno fu eletta la dirigenza. I primi presidenti del club furono Armando Camelo, João Sousa e Costa Madureira. Sebbene il Futebol Clube de Vizela in origine era una delle tante filiali del Porto, finì per unirsi all'Associação de Futebol de Braga il 1º agosto 1940; in quell'anno, ricco di soddisfazioni per il club, finirà anche per vincere il suo primo titolo, il campionato di seconda divisione. Tra il 1972 e il 1989 Carlos Alfredo Santos è parte integrante del consiglio di amministrazione del Futebol Clube de Vizela partecipando al periodo d'oro della storia del club durante il quale è stato promosso nella massima serie portoghese.

### Epoca d'oro
Il periodo più vittorioso del club è sicuramente tra il 1966 e il 1967 e dal 1984 al 1985: durante questi anni il Futebol Clube Vizela ha raggiunto i suoi due più grandi successi. La prima è la vittoria della Taça de Campeão Nacional dopo aver battuto il Tramagal, ad Aveiro, per 5-3. In precedenza, in semifinale, aveva eliminato il Boavista per 3-1, in quella che potrebbe essere stata la partita più emozionante e vincente nella storia del Vizela. Nella stagione 1984-1985 ha militato nella massima serie portoghese, conclusa con l'immediata retrocessione, anche a causa di problemi finanziari del club.

### Il ritorno in massima serie
Con il successo per 5-2 sulla Vilafranquense, il Vizela ha chiuso il campionato al secondo posto, facendo così ritorno in massima serie per la stagione 2021-2022.

## Palmarès

### Competizioni nazionali
- Terceira Divisão: 2

1966-1967, 1981-1982
- Segunda Divisão: 1

2004-2005

### Altri piazzamenti
- Segunda Liga:

Secondo posto: 2020-2021
Terzo posto: 2024-2025

## Organico

### Rosa 2024-2025
Aggiornata al 13 agosto 2024.
| N. |                          | Ruolo | Calciatore         |
| -- | ------------------------ | ----- | ------------------ |
| 1  | Svizzera (bandiera)      | P     | Francesco Ruberto  |
| 2  | Portogallo (bandiera)    | D     | Hugo Oliveira      |
| 3  | Portogallo (bandiera)    | D     | Bruno Wilson       |
| 4  | Perù (bandiera)          | D     | Jean-Pierre Rhyner |
| 5  | Brasile (bandiera)       | D     | Anderson           |
| 6  | Portogallo (bandiera)    | D     | Jota Gonçalves     |
| 7  | Guinea-Bissau (bandiera) | A     | Jardel             |
| 8  | Stati Uniti (bandiera)   | C     | Alexis Méndez      |
| 9  | Serbia (bandiera)        | A     | Sava Petrov        |
| 10 | Portogallo (bandiera)    | C     | Domingos Quina     |
| 11 | Francia (bandiera)       | A     | Amadou Ba-Sy       |
| 13 | Brasile (bandiera)       | P     | Luiz Felipe        |
| 14 | Brasile (bandiera)       | D     | Igor Julião        |
| 15 | Nigeria (bandiera)       | C     | Monsuru Opeyemi    |
| 16 | Brasile (bandiera)       | D     | Matheus Pereira    |
| 17 | Brasile (bandiera)       | C     | Diego Rosa         |
| 18 | Ghana (bandiera)         | C     | Abdul Awudu        |

| N. |                           | Ruolo | Calciatore         |
| -- | ------------------------- | ----- | ------------------ |
| 19 | Ucraina (bandiera)        | D     | Orest Lebedenko    |
| 22 | Mali (bandiera)           | A     | Kévin Zohi         |
| 23 | Iraq (bandiera)           | C     | Osama Rashid       |
| 24 | Portogallo (bandiera)     | D     | Kiki               |
| 25 | Costa d'Avorio (bandiera) | D     | Mohamed Aidara     |
| 29 | Colombia (bandiera)       | A     | Andrés Sarmiento   |
| 31 | Guinea-Bissau (bandiera)  | P     | Manuel Baldé       |
| 38 | Portogallo (bandiera)     | C     | Domingos Quina     |
| 70 | Stati Uniti (bandiera)    | C     | Alejandro Alvarado |
| 79 | Portogallo (bandiera)     | A     | Nuno Moreira       |
| 82 | Portogallo (bandiera)     | C     | Tomás Silva        |
| 90 | Portogallo (bandiera)     | C     | Diogo Nascimento   |
| 97 | Croazia (bandiera)        | P     | Fabijan Buntić     |
| 99 | Ghana (bandiera)          | A     | Francis Cann       |
|    | Serbia (bandiera)         | A     | Uroš Milovanović   |
|    | Portogallo (bandiera)     | A     | Vivaldo Semedo     |

### Rosa 2023-2024
Aggiornata al 31 gennaio 2024.
| N. |                          | Ruolo | Calciatore        |
| -- | ------------------------ | ----- | ----------------- |
| 1  | Svizzera (bandiera)      | P     | Francesco Ruberto |
| 2  | Portogallo (bandiera)    | D     | Hugo Oliveira     |
| 3  | Portogallo (bandiera)    | D     | Bruno Wilson      |
| 4  | Portogallo (bandiera)    | D     | Jota Gonçalves    |
| 5  | Brasile (bandiera)       | D     | Anderson          |
| 6  | Brasile (bandiera)       | C     | Claudemir         |
| 7  | Guinea-Bissau (bandiera) | A     | Jardel            |
| 8  | Stati Uniti (bandiera)   | C     | Alexis Méndez     |
| 9  | Serbia (bandiera)        | A     | Sava Petrov       |
| 10 | Portogallo (bandiera)    | C     | Domingos Quina    |
| 11 | Francia (bandiera)       | A     | Amadou Ba-Sy      |
| 13 | Brasile (bandiera)       | P     | Luiz Felipe       |
| 14 | Brasile (bandiera)       | D     | Igor Julião       |
| 15 | Nigeria (bandiera)       | C     | Monsuru Opeyemi   |
| 16 | Brasile (bandiera)       | D     | Matheus Pereira   |
| 17 | Brasile (bandiera)       | C     | Diego Rosa        |

| N. |                           | Ruolo | Calciatore         |
| -- | ------------------------- | ----- | ------------------ |
| 18 | Ghana (bandiera)          | C     | Abdul Awudu        |
| 19 | Ucraina (bandiera)        | D     | Orest Lebedenko    |
| 20 | Portogallo (bandiera)     | C     | Samu               |
| 22 | Mali (bandiera)           | A     | Kévin Zohi         |
| 23 | Iraq (bandiera)           | C     | Osama Rashid       |
| 24 | Portogallo (bandiera)     | D     | Kiki               |
| 25 | Costa d'Avorio (bandiera) | D     | Mohamed Aidara     |
| 29 | Colombia (bandiera)       | A     | Andrés Sarmiento   |
| 31 | Guinea-Bissau (bandiera)  | P     | Manuel Baldé       |
| 38 | Portogallo (bandiera)     | C     | Domingos Quina     |
| 70 | Stati Uniti (bandiera)    | C     | Alejandro Alvarado |
| 79 | Portogallo (bandiera)     | A     | Nuno Moreira       |
| 82 | Portogallo (bandiera)     | C     | Tomás Silva        |
| 90 | Portogallo (bandiera)     | C     | Diogo Nascimento   |
| 97 | Croazia (bandiera)        | P     | Fabijan Buntić     |
| 99 | Ghana (bandiera)          | A     | Francis Cann       |

### Rosa 2022-2023
Aggiornata al 29 dicembre 2022.
| N. |                           | Ruolo | Calciatore         |
| -- | ------------------------- | ----- | ------------------ |
| 2  | Portogallo (bandiera)     | D     | Hugo Oliveira      |
| 3  | Portogallo (bandiera)     | D     | Bruno Wilson       |
| 4  | Portogallo (bandiera)     | D     | Ivanildo Fernandes |
| 5  | Brasile (bandiera)        | D     | Anderson           |
| 6  | Brasile (bandiera)        | C     | Claudemir          |
| 7  | Spagna (bandiera)         | D     | Carlos Isaac       |
| 8  | Portogallo (bandiera)     | C     | Raphael Guzzo      |
| 9  | Montenegro (bandiera)     | A     | Milutin Osmajić    |
| 10 | Portogallo (bandiera)     | A     | Kiko Bondoso       |
| 11 | Rep. del Congo (bandiera) | A     | Dylan Saint-Louis  |
| 13 | Brasile (bandiera)        | P     | Luiz Felipe        |
| 14 | Brasile (bandiera)        | D     | Igor Julião        |
| 15 | Nigeria (bandiera)        | C     | Monsuru Opeyemi    |
| 16 | Brasile (bandiera)        | D     | Matheus Pereira    |
| 17 | Brasile (bandiera)        | C     | Diego Rosa         |

| N. |                           | Ruolo | Calciatore         |
| -- | ------------------------- | ----- | ------------------ |
| 19 | Stati Uniti (bandiera)    | C     | Alexis Méndez      |
| 20 | Portogallo (bandiera)     | C     | Samu               |
| 22 | Mali (bandiera)           | A     | Kévin Zohi         |
| 23 | Iraq (bandiera)           | C     | Osama Rashid       |
| 24 | Portogallo (bandiera)     | D     | Kiki               |
| 25 | Costa d'Avorio (bandiera) | D     | Mohamed Aidara     |
| 29 | Colombia (bandiera)       | A     | Andrés Sarmiento   |
| 31 | Guinea-Bissau (bandiera)  | P     | Manuel Baldé       |
| 38 | Portogallo (bandiera)     | C     | Domingos Quina     |
| 70 | Stati Uniti (bandiera)    | C     | Alejandro Alvarado |
| 79 | Portogallo (bandiera)     | A     | Nuno Moreira       |
| 82 | Portogallo (bandiera)     | C     | Tomás Silva        |
| 90 | Nigeria (bandiera)        | A     | Friday Etim        |
| 97 | Croazia (bandiera)        | P     | Fabijan Buntić     |
| 99 | Ghana (bandiera)          | A     | Francis Cann       |

### Rosa 2021-2022
| N. |                           | Ruolo | Calciatore    |
| -- | ------------------------- | ----- | ------------- |
| 1  | Portogallo (bandiera)     | P     | Pedro Silva   |
| 2  | Portogallo (bandiera)     | D     | Hugo Oliveira |
| 3  | Portogallo (bandiera)     | D     | Bruno Wilson  |
| 4  | Brasile (bandiera)        | D     | Matheus Costa |
| 6  | Brasile (bandiera)        | C     | Claudemir     |
| 7  | Iraq (bandiera)           | C     | Osama Rashid  |
| 8  | Portogallo (bandiera)     | C     | Raphael Guzzo |
| 9  | Brasile (bandiera)        | A     | Cassiano      |
| 10 | Portogallo (bandiera)     | A     | Kiko Bondoso  |
| 13 | Costa d'Avorio (bandiera) | C     | Evrad Zag     |
| 14 | Brasile (bandiera)        | D     | Igor Julião   |
| 17 | Brasile (bandiera)        | C     | Marcos Paulo  |
| 18 | Cina (bandiera)           | A     | Guo Tianyu    |

| N. |                           | Ruolo | Calciatore          |
| -- | ------------------------- | ----- | ------------------- |
| 19 | Stati Uniti (bandiera)    | C     | Alexis Méndez       |
| 20 | Portogallo (bandiera)     | C     | Samu                |
| 22 | Mali (bandiera)           | A     | Kévin Zohi          |
| 24 | Portogallo (bandiera)     | D     | Kiki                |
| 25 | Costa d'Avorio (bandiera) | D     | Mohamed Aidara      |
| 29 | Colombia (bandiera)       | C     | Andrés Sarmiento    |
| 37 | Ghana (bandiera)          | D     | Richard Ofori       |
| 39 | Costa d'Avorio (bandiera) | D     | Koffi Kouao         |
| 79 | Portogallo (bandiera)     | C     | Nuno Moreira        |
| 84 | Portogallo (bandiera)     | P     | Ivo                 |
| 87 | Brasile (bandiera)        | P     | Charles             |
| 95 | Brasile (bandiera)        | A     | Guilherme Schettine |